# Trébrivan
Trébrivan [tʁebʁivɑ̃], ou Trabrivan [tʁabʁien] en breton, est une commune située dans le département des Côtes-d'Armor, en région Bretagne.

## Géographie

### Localisation
Trébrivan se situe dans le sud-ouest du département des Côtes-d'Armor. Le bourg de Trébrivan se trouve à vol d'oiseau à 9,5 km au nord-est de la ville de Carhaix-Plouguer. La commune fait partie du territoire breton traditionnel du pays Fisel.
| Carnoët  |             | Locarn       |
| Treffrin | Trébrivan   |              |
|          | Le Moustoir | Maël-Carhaix |

### Géographie physique
Trébrivan se situe dans le bassin géologique de Châteaulin. La commune est bordée au nord-ouest par l'Hyères. La voie de chemin de fer reliant Guingamp à Carhaix-Plouguer y emprunte la vallée de l'Hyères.
| - Carte topographique de la commune de Trébrivan. |

Les points culminants de la commune sont le bourg (180 mètres d'altitude), Kergus (178 mètres), Guenaric (177 mètres) et Pen-an-Nec'h (167 mètres).
Le finage comunal est limité côté nord-ouest par l'Hyères, affluent de rive gauche de l'Aulne, qui sert de limite avec Carnoët et côté nord par la Rivière de Kersault, affluent de rive gauche de l'Hyères, qui sépare Trébrivan de Duault. La limite sud de la commune (avec Le Moustoir) coïncide avec le tracé de la RD 49.

### Hydrographie
Pour un article plus général, voir Réseau hydrographique des Côtes-d'Armor.
La commune est située dans le bassin Loire-Bretagne. Elle est drainée par l'Hyère, le Kersault et un autre petit cours d'eau,.
L'Hyère, d'une longueur de 48 km, prend sa source dans la commune de Callac et se jette  dans l'Aulne en limite de Spézet et de Cléden-Poher, après avoir traversé 15 communes.  Les caractéristiques hydrologiques de l'Hyère sont données par la station hydrologique située sur la commune. Le débit moyen mensuel est de 4,5 m3/s. Le débit moyen journalier maximum est de 56 m3/s, atteint lors de la crue du 26 janvier 1995. Le débit instantané maximal est quant à lui de 81,5 m3/s, atteint le 12 décembre 2000.
Le Kersault, d'une longueur de 17 km, prend sa source dans la commune de Kergrist-Moëlou et se jette  dans l'Hyère à Locarn, après avoir traversé quatre communes. 

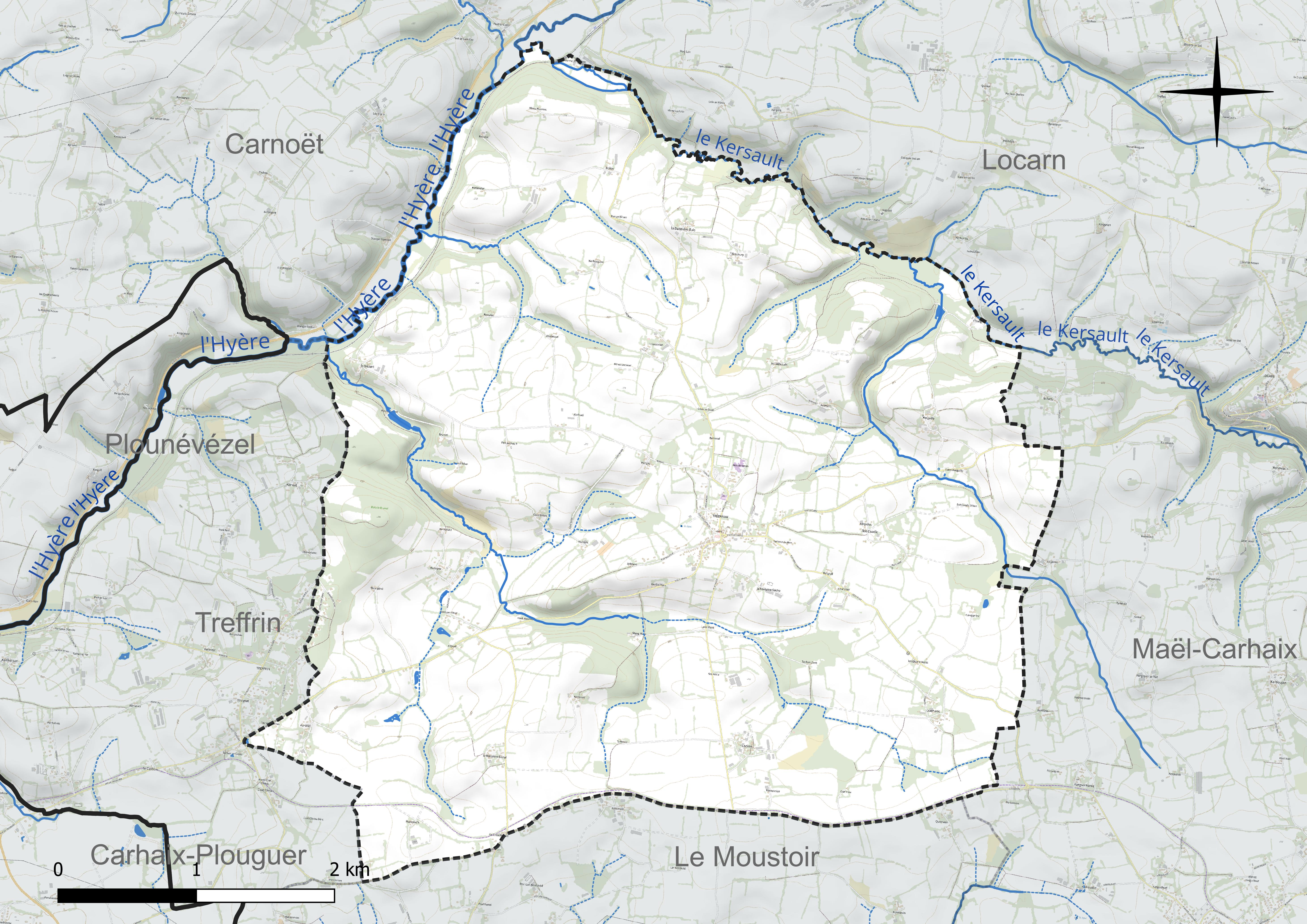
Réseau hydrographique de Trébrivan.

### Climat
Pour des articles plus généraux, voir Climat de la Bretagne et Climat des Côtes-d'Armor.
En 2010, le climat de la commune est de type climat océanique franc, selon une étude du CNRS s'appuyant sur une série de données couvrant la période 1971-2000. En 2020, Météo-France publie une typologie des climats de la France métropolitaine dans laquelle la commune est exposée à un climat océanique et est dans la région climatique  Finistère nord, caractérisée par une pluviométrie élevée, des températures douces en hiver (6 °C), fraîches en été et des vents forts. Parallèlement l'observatoire de l'environnement en Bretagne publie en 2020 un zonage climatique de la région Bretagne, s'appuyant sur des données de Météo-France de 2009. La commune est, selon ce zonage, dans la zone « Monts d'Arrée », avec des hivers froids, peu de chaleurs et de fortes pluies.  
Pour la période 1971-2000, la température annuelle moyenne est de 10,8 °C, avec  une amplitude thermique annuelle de 11,6 °C. Le cumul annuel moyen de précipitations est de 1 090 mm, avec 15,5 jours de précipitations en janvier et 8,5 jours en juillet. Pour la période 1991-2020, la température moyenne annuelle observée sur la station météorologique la plus proche, située sur la commune de Carhaix-Plouguer à 8 km à vol d'oiseau, est de 11,4 °C et le cumul annuel moyen de précipitations est de 1 112,4 mm,. Pour l'avenir, les paramètres climatiques de la commune estimés pour 2050 selon différents scénarios d’émission de gaz à effet de serre sont consultables sur un site dédié publié par Météo-France en novembre 2022.

### Transports

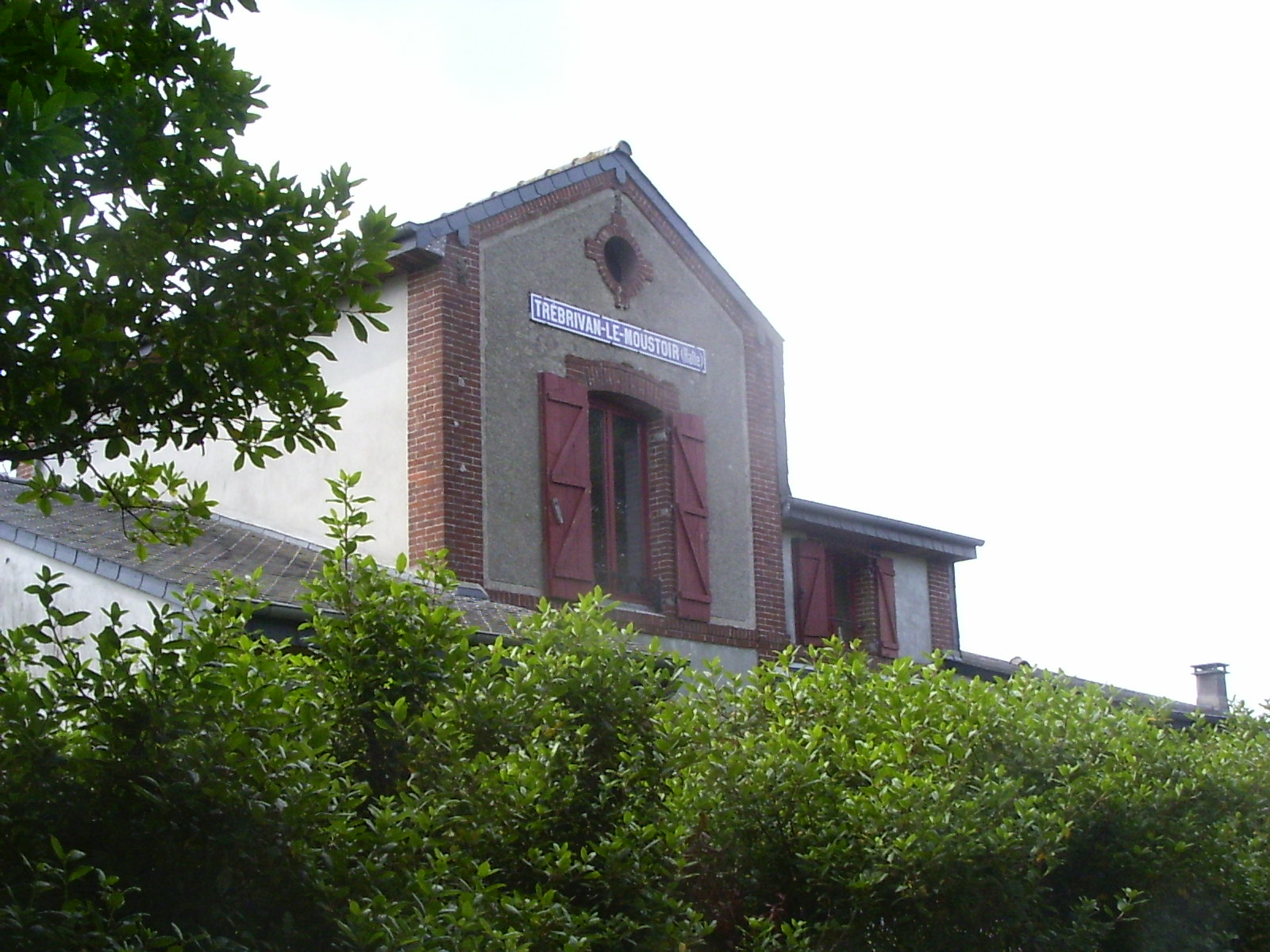
L'ancienne gare de Trébrivan-Le Moustoir.

Trébrivan et Le Moustoir ont disposé d'une gare commune de l'ancien Réseau breton (sur la ligne de Carhaix à Loudéac ouverte en 1898 et fermée au trafic voyageurs en 1967, transformée désormais en voie verte).
Trébrivan est desservi uniquement par des routes départementales : la RD 20 vient côté ouest de Carhaix et poursuit son tracé vers l'est en direction de Locarn ; elle croise dans le bourg la RD 23 qui vient, côté nord de Pont Lochrist, hameau de Carnoët où elle rejoint l'axe Carhaix-Guingamp (RD 787, ancienne Route nationale 787) ; côté sud elle rejoint la RD 49 qui vient de Carhaix et va vers l'est en direction de Maël-Carhaix en ayant un tracé parallèle et proche de celui de l'ancienne ligne ferroviaire de Carhaix à Loudéac.

### Paysages et habitat
Le paysage agraire traditionnel de Trébrivan est le bocage avec un habitat dispersé formé d'écarts constitués de hameaux (« villages ») et fermes isolées. Malgré sa proximité de Carhaix, la commune a conservé un aspect rural et est peu concernée par le rurbanisation (un peu toutefois à sa limite ouest avec Treffrin, quiest la partie du finage communal la plus proche de Carhaix) ; quelques lotissements construits depuis les dernières décennies du XXe siècle entourent toutefois le bourg traditionnel.

## Urbanisme

### Typologie
Au 1er janvier 2024, Trébrivan est catégorisée commune rurale à habitat dispersé, selon la nouvelle grille communale de densité à 7 niveaux définie par l'Insee en 2022.
Elle est située hors unité urbaine. Par ailleurs la commune fait partie de l'aire d'attraction de Carhaix-Plouguer, dont elle est une commune de la couronne,. Cette aire, qui regroupe 18 communes, est catégorisée dans les aires de moins de 50 000 habitants,.

### Occupation des sols
L'occupation des sols de la commune, telle qu'elle ressort de la base de données européenne d’occupation biophysique des sols Corine Land Cover (CLC), est marquée par l'importance des territoires agricoles (86,4 % en 2018), une proportion identique à celle de 1990 (86,4 %). La répartition détaillée en 2018 est la suivante : 
terres arables (46,3 %), zones agricoles hétérogènes (30,3 %), prairies (9,8 %), forêts (9,4 %), zones urbanisées (2,3 %), milieux à végétation arbustive et/ou herbacée (2 %). L'évolution de l’occupation des sols de la commune et de ses infrastructures peut être observée sur les différentes représentations cartographiques du territoire : la carte de Cassini (XVIIIe siècle), la carte d'état-major (1820-1866) et les cartes ou photos aériennes de l'IGN pour la période actuelle (1950 à aujourd'hui).

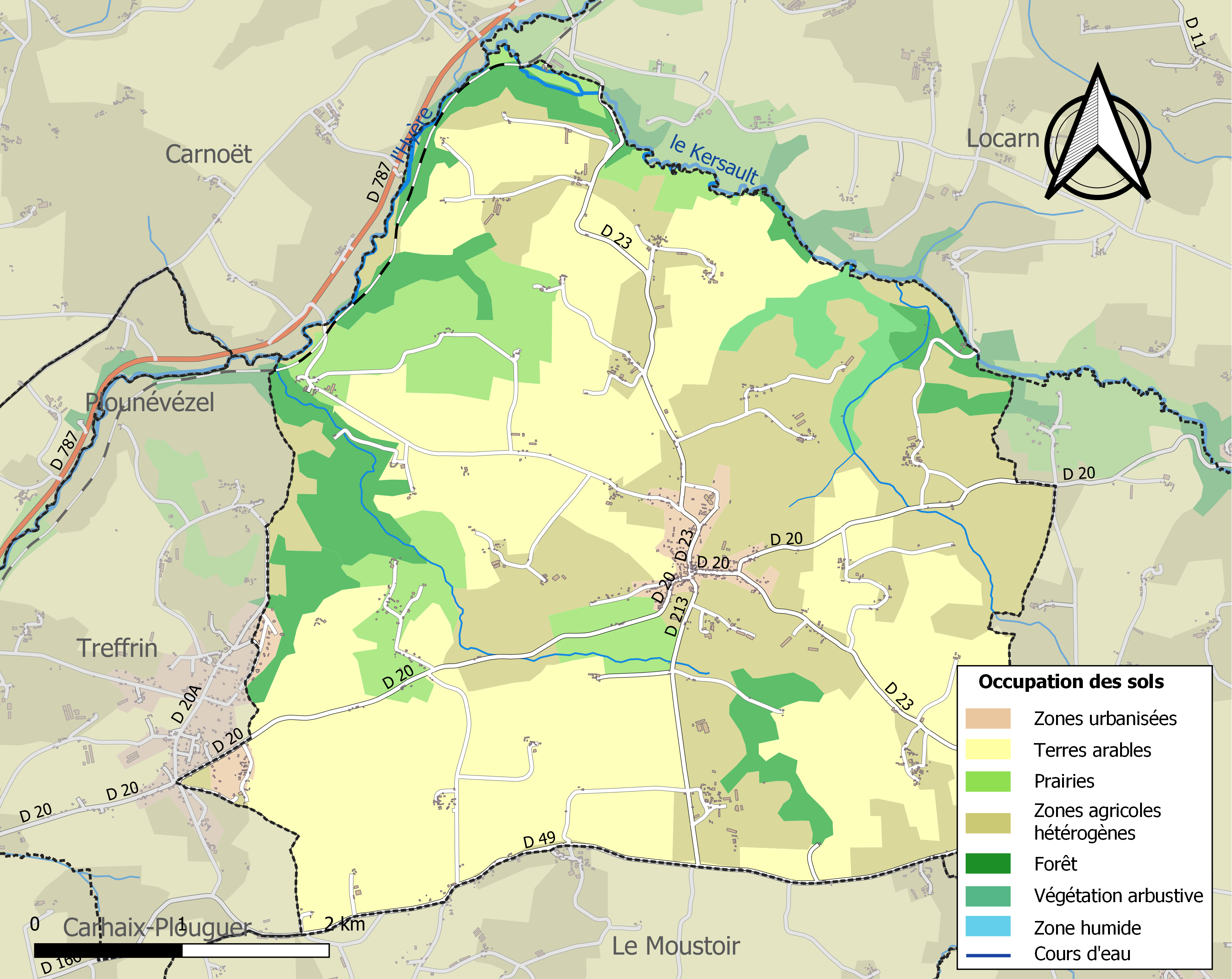
Carte des infrastructures et de l'occupation des sols de la commune en 2018 (CLC).

## Toponymie
Le nom de la localité est attesté sous les formes Trefbrivien en 1294, Trebrivan vers 1330, Treffbrivan en 1368, Trebrivan en 1516, Treffbrivan en 1535 et en 1536, Trebrivan en 1591, Trefbrivan en 1599, Trébrivant en 1778 (Ogée) et 1801, Trébrivan en 1802, Trébivan en 1877.
Du breton treb et de l'anthroponyme Brivien que l'on peut supposer être originellement *Pritman (de prit « beauté, forme, aspect » et de man « bon ») selon Bernard Tanguy.
En breton unifié, le nom de la commune s'écrit Trabrivan. Localement, il existe différentes prononciations : « Tavrien », « Tabrien » ou encore « Tabrian ».

## Histoire

### Moyen Age
Le terme de Trébrivan apparait pour la première fois en 1294 dans le "Livre des ost" du Duc de Bretagne. En effet, Henri de Trebrivan devait deux chevaliers au Duc en cas de guerre. Henri de Trebrivan était le Seigneur du Brunot. Son blason est encore le blason de la commune aujourd'hui.

### Époque moderne

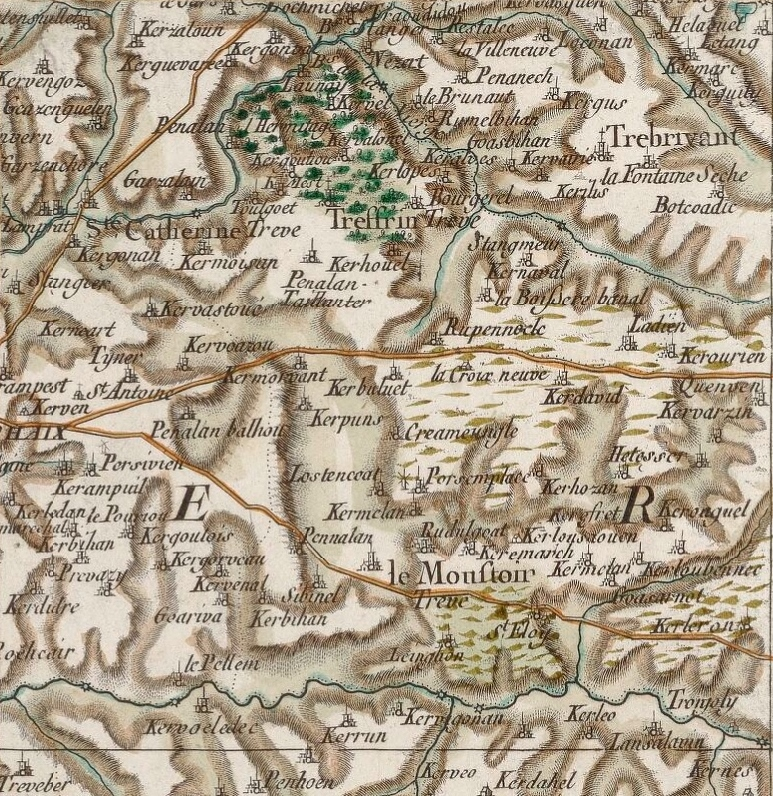
Carte de Cassini de Trébrivan, Treffrin et Le Moustoir (1787).

Le prédicateur Guillaume le Roux (né le 13 décembre 1653 à Trébrivan, jésuite, grand-oncle de La Tour-d'Auvergne), qui prêchait une mission à Gouézec en juillet 1725, fut terrassé subitement ; transporté au château du Guily (en Lothey), il y mourut et son cœur fut enterré dans l'église paroissiale de Lothey, le reste de son corps dans l'église de Gouézec.
Jean-Baptiste Ogée décrit ainsi Trérivan en 1778 :

« Trébrivant ; à 12 lieues et demie à l'Est-Nord-Est de Quimper, son évêché ; à 29 lieurs de Rennes ; et à 1 lieue trois quarts de Carhaix, sa subdélégation et son ressort. Cette paroisse compte 1 800 communiants, y compris ceux du Moustoir, sa trève : la cure est à l'alternative. Le territoire, borné à l'Ouest-Nord-Ouest par la rivière d'Aulne, renferme des terres en labeur de bonne qualité, quelques prairies et des landes assez étendues. L'Étang, la Brunaut et Lostancoat forment une haute justice qui appartient à Madama la comtesse de Folcarquier; Lochriste, haute justice, à M. de Saint-Pern-Ligouyer. »

### Révolution française
Jean Rolland, curé de la trève de Locarn entre 1780 et 1786, devenu ensuite curé de Trébrivan, refusa de prêter le serment de fidélité à la Constitution civile du clergé ; devenu donc prêtre réfractaire il fut guillotiné le 14 mai 1794 à Brest.

### LeXIXesiècle
A. Marteville et P. Varin, continuateurs d'Ogée, décrivent ainsi Trébrivan en 1853 :

« Trébrivant : commune formée de l'ancienne paroisse de ce nom, moins sa trève Le Moustoir ; aujourd'hui succursale ; chef-lieu de perception. (...) Principaux villages : la Boissière Buis, Restoury, Hellaouët, Kermarec, Kerguilly, Bot Cadic, Fontaine-Sèche, Guenaric, Ladiec, Kernaval, la Boissière-Banal, Kervoël, Kervairic, GoasBihan, Bourgerel, Rumel-Bihan, Kerguz, le Nezerte, Loconnan, Villeneuve, Restalec, Kerbasquen, Kerhoula, Rosvoat, Renun. Superficie totale 2 296 hectares 33 ares, dont (...) terres labourables 1 203 ha, prés et pâturages 219 ha, bois 116 ha, vergers et jardins 52 ha, landes et incultes 505 ha, étangs 2 ha (...). Moulins 4 (à eau ; de l Étang, Stang-Meur, Blanc, Brunot). Il y a en cette paroisse, en outre de l'église, la chapelle Saint-Adrien. Géologie : schiste argileux. On parle le breton. »

Le journal La Presse écrit en 1856 : « Les habitants de Maël-Carhaix sont en partie atteints d'une maladie d'intestin dont on ignore la nature, et qui cause chaque jour deux ou trois décès ».
Il s'agissait d'une épidémie de dysenterie qui fit six morts parmi les 41 malades touchés à Maël-Carhaix et 2 morts parmi les 16 malades touchés à Trébrivan.
Selon un médecin de Callac, « les chaleurs excessives pour notre pays qui ont régné à la fin de l'été et au commencement de l'automne ont donné lieu à des brouillards épais devant contenir des miasmes marécageux. Tous les villages où j'ai rencontré des malades sont situés dans des lieux peu élevés et voisins de marécages renfermant non loin des habitations des matières végétales en décomposition, des excréments d'animaux, et presque toujours des flaques plus ou moins grandes d'une eau boueuse et stagnante. La maladie n'a sévi en général que sur la classe indigente qui loge dans des habitations mal aérées, trop petites pour le nombre d'habitants, et qui n'a pour se couvrir le corps que des vêtements insuffisants et peu propices à les défendre du froid et de l'humidité ».
Joachim Gaultier du Mottay décrit Trébrivan en 1862 comme « un terrotire très accidenté, très montueux dans toutes ses parties et peu boisé, mais passablement planté de pommiers . Son sol, argileux et pierreux, est cependant, avec une culture intelligente, susceptible de fertilité ;  près du tiers est encore en landes ». Il précise aussi que Trébrivan dispose alors d'une école de garçons accueillant 25 élèves.

### LeXXesiècle

#### La Première Guerre mondiale
Le monument aux morts de Trébrivan porte les noms de 83 soldats morts pour la Patrie pendant la Première Guerre mondiale : parmi eux 3 sont morts en Belgique (Jean Le Fur et Yves Youdec dès 1914, Pierre Sibiril en 1916) ; Jean Rivoal est mort en captivité en Allemagne ; Pierre Bernard est décédé de maladie en Albanie ; tous les autres sont morts sur le sol français, à l'exception de Robert Jalu, marin, mort lors du naufrage du croiseur cuirassé Amiral Charner torpillé par un sous-marin allemand le 8 février 1916.

#### L'Entre-deux-guerres
À l'occasion d'un tournoi de lutte bretonne organisé en septembre 1936 dans la cour de l'école, un article du journal La Dépêche de Brest et de l'Ouest décrit Trébrivan comme une « bourgade aux mœurs évangéliques [où] on pratique encore la tolérance et l'entraide réciproqies. C'est certainement une des rares petites communes de Bretagne possédant un hospice de vieillards, modèle du genre, établi dans la propriété de l'ancien maire, conseiller général, M. Falezou [Follezou], qui en avait fait don ».

#### La Seconde Guerre mondiale
Le monument aux morts de Trébrivan porte les noms de 26 personnes mortes pour la France pendant la Seconde Guerre mondiale.
Le 29 juin 1944, un bataillon allemand et des troupes du Bezen Perrot arrivent à Trébrivan alors qu'une vingtaine de résistants FTP de Callac déjeunent dans l'auberge Guéguen, au bourg. L'aubergiste, Joseph Guéguen, périt dans l'incendie de l'auberge, en même temps que deux maquisards, René Le Gaudu et Kahatchick Korudjoumdgian, un arménien ; 13 personnes furent prises en otage et déportées (11 moururent en déportation). Une plaque commémorative rappelle cette rafle.

#### L'après-Seconde Guerre mondiale

##### Le remembrement
Le remembrement total opéré dans la commune pendant la décennie 1970 bouleversa les exploitations agricoles, transforma le paysage (suppression du bocage) et modifia les équilibres naturels. Il suscita de fortes oppositions, les protestataires tentant de bloquer l'enquête d'utilité publique en occupant la mairie.

## Héraldique
| Blason de Trébrivan | Blason  | D'hermine aux trois fasces de gueules et d'un lambel d'azur brochant en chef.                              |
| Blason de Trébrivan | Détails | Blason de Henri de Trébrivan, seigneur du Brunot en 1294. Le statut officiel du blason reste à déterminer. |

## Politique et administration
| Période                                  | Période        | Identité             | Étiquette | Qualité                                                                       |
| ---------------------------------------- | -------------- | -------------------- | --------- | ----------------------------------------------------------------------------- |
| 1803                                     | 1811           | Yves Le Noan         |           | Cultivateur.                                                                  |
| 1811                                     | 1815           | Pierre Kergroas      |           | Cultivateur.                                                                  |
| 1815                                     | 1820           | Yves Le Hire         |           | Cultivateur. Propriétaire.                                                    |
| 1820                                     | 1827           | Jean-Marie Kerhervé  |           | Notaire.                                                                      |
| 1827                                     | 1832           | François Marzin      |           |                                                                               |
| 1832                                     | avril 1841     | Jérôme Le Hire       |           | Propriétaire. Fils d'Yves Le Hire, maire avant 1820.                          |
| avril 1841                               | octobre 1843   | François Marzin      |           | Cultivateur.                                                                  |
| 1843                                     | 1852           | Jean Le Gac          |           | Habitait Trébrivan en 1817.                                                   |
| 1852                                     | septembre 1862 | Jean Coutellec       |           |                                                                               |
| septembre 1862                           | avril 1868     | Jérôme Le Hire       |           | Homonyme de Jérôme Le Hire, maire entre 1832 et 1841.                         |
| avril 1868                               | janvier 1878   | Louis Huellou        |           |                                                                               |
| janvier 1878                             | 1884           | Jean-Pierre Follézou |           | Propriétaire. Petit-fils d'Yves Le Hire, maire avant 1820.                    |
| 1884                                     | 1889           | Louis Huellou        |           | Déjà maire entre 1868 et 1878.                                                |
| 1890                                     | 1896           | Jean-Pierre Follézou |           | Déjà maire entre 1868 et 1884.                                                |
| 1897                                     | 1897           | Guillaume Bozec      |           |                                                                               |
| 1897                                     | 1899           | Yves Raoul           |           |                                                                               |
| 1899                                     | 1918           | Jean-Marie Le Guern  |           |                                                                               |
| 1919                                     |                | Pierre Le Gac        |           | Cultivateur.                                                                  |
|                                          |                |                      |           |                                                                               |
| avant 1988                               | ?              | Lucien Le Guiet      | PCF       |                                                                               |
| mars 2001                                | 24 mai 2020    | Joël Le Croisier     | PS        | Agriculteur retraité Conseiller général du canton de Maël-Carhaix (1998-2015) |
| 24 mai 2020                              | En cours       | Fabrice Even         |           |                                                                               |
| Les données manquantes sont à compléter. |                |                      |           |                                                                               |

## Démographie
L'évolution du nombre d'habitants est connue à travers les recensements de la population effectués dans la commune depuis 1793. Pour les communes de moins de 10 000 habitants, une enquête de recensement portant sur toute la population est réalisée tous les cinq ans, les populations de référence des années intermédiaires étant quant à elles estimées par interpolation ou extrapolation. Pour la commune, le premier recensement exhaustif entrant dans le cadre du nouveau dispositif a été réalisé en 2006.

En 2022, la commune comptait 763 habitants, en évolution de +3,95 % par rapport à 2016 (Côtes-d'Armor : +1,78 %, France hors Mayotte : +2,11 %).
| 1793  | 1800 | 1806  | 1821 | 1831 | 1836  | 1841  | 1846  | 1851  |
| ----- | ---- | ----- | ---- | ---- | ----- | ----- | ----- | ----- |
| 1 147 | 833  | 1 018 | 937  | 963  | 1 140 | 1 144 | 1 247 | 1 230 |

| 1856  | 1861  | 1866  | 1872  | 1876  | 1881  | 1886  | 1891  | 1896  |
| ----- | ----- | ----- | ----- | ----- | ----- | ----- | ----- | ----- |
| 1 205 | 1 246 | 1 308 | 1 147 | 1 200 | 1 248 | 1 231 | 1 330 | 1 345 |

| 1901  | 1906  | 1911  | 1921  | 1926  | 1931  | 1936  | 1946  | 1954  |
| ----- | ----- | ----- | ----- | ----- | ----- | ----- | ----- | ----- |
| 1 449 | 1 396 | 1 486 | 1 394 | 1 315 | 1 206 | 1 203 | 1 121 | 1 009 |

| 1962 | 1968 | 1975 | 1982 | 1990 | 1999 | 2006 | 2011 | 2016 |
| ---- | ---- | ---- | ---- | ---- | ---- | ---- | ---- | ---- |
| 922  | 827  | 745  | 705  | 651  | 664  | 683  | 700  | 734  |

| 2021 | 2022 | - | - | - | - | - | - | - |
| ---- | ---- | - | - | - | - | - | - | - |
| 759  | 763  | - | - | - | - | - | - | - |

## Lieux et monuments

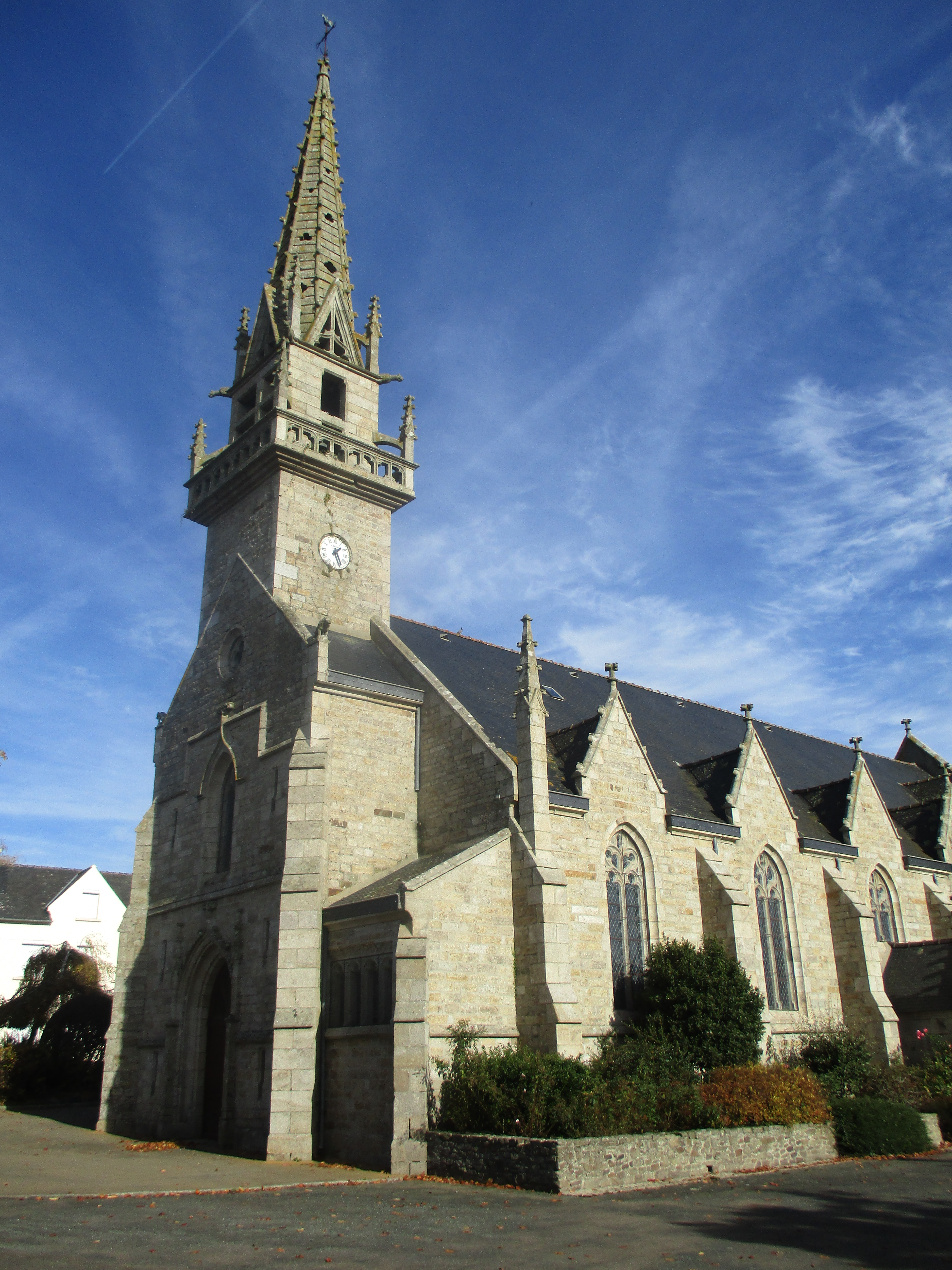
L'église Notre-Dame-de-Pitié.

- Église Notre-Dame-de-Pitié. Voir aussi : Vierge à l'Enfant de Trébrivan

## Économie
Depuis janvier 2011, une maternité porcine est implantée au lieu-dit Ker Anna. Son implantation a suscité la polémique.